# Рачо Димчев
 Рачо Димчев (Димчов) е български стопански деец, търговец и дарител. Почетен гражданин на Ловеч.

## Биография
Рачо Димчев е роден през 1838 г. в Ловеч. Учи в метоха на Гложенския манастир „Св. Георги“. Ранната смърт на баща му определя неговото житейско поприще. На 18-годишна възраст поема семейната търговия. Като търговски представител на фирма „Братя Димчеви“ живее и работи в Милано (Италия), Марсилия и Париж (Франция). В България се завръща през 1887 г. и се установява в Свищов, а по-късно в София. Тук се занимава с предприемачество и банкерство.
Рачо Димчев е редовен спомоществовател на Ловеч. Ежегодно най-бедните са финансово подпомагани за Коледните и Великденски празници. Дарител на Ловешкото читалище „Наука“ (1899 и 1905). През 1904 г. предоставя сграда за безплатно ползване като учебни помещения на петокласното училище в Ловеч. Преди смъртта си завещава за вечни времена 100 000 зл. лв. в облигации депозирани в Българска народна банка „за старите, бедните и болни жители на Ловешка и Софийска община“. Сумата се разделя по равно между двете общини. Постъпленията от рентата на дарението се управляват от общинския бюджет на Ловеч чрез допълнителен параграф „Приход в полза на бедните, болните и старите, завещан от покойния почетен гражданин Рачо Димчев“. След смъртта му ежегодни помощи за бедните в Ловеч продължава да изпраща неговата съпруга Евдокия Димова, децата им - Александра Лазарова (съпруга на известния архитект Никола Лазаров), Екатерина Иванова и Атанас Димчев. Евдокия Димова е и редовен дарител на Благотворителното дружество в Ловеч и на Ловешкото културно – благотворително дружество в София.
Провъзгласен за Почетен гражданин на Ловеч на 19 януари 1904 г. „За ползата, която сам той, така и неговите братя и въобще фамилията Димчеви са принасяли на своите съграждани и въобще на град Ловеч, както преди Освобождението, така и след него“. Улица в централната част на София е наименувана на Рачо Димчев.